# 惠远镇
惠远镇，是中华人民共和国新疆维吾尔自治区伊犁哈萨克自治州霍城县下辖的一个乡镇级行政单位。
1762年至1866年，清朝统治新疆的权力中心惠远城在这片区域内。

## 行政区划
惠远镇下辖以下地区：
湟渠村、老城村、央不拉克村和新城村。